# Eukleidova věta o výšce

Obrázek s popsanými úsečkami vyskytujícími se v Eukleidových větách.

Jako Eukleidovy věty se označují matematické věty o délkách odvěsen a výšky pravoúhlého trojúhelníku. Jsou pojmenované po svém objeviteli, řeckém matematiku Eukleidovi. Jsou to:
- Eukleidova věta o výšce: {\textstyle v_{c}^{2}=c_{a}\cdot c_{b}}
- Eukleidova věta o odvěsně (pro odvěsnu a): {\textstyle a^{2}=c\cdot c_{a}}
- Eukleidova věta o odvěsně (pro odvěsnu b): {\textstyle b^{2}=c\cdot c_{b}}

Pomocí Eukleidových vět je taky možné dokázat Pythagorovu větu a naopak pomocí Pythagorovy věty lze dokázat Eukleidovy věty.

## Eukleidova věta o výšce
Obsah čtverce sestrojeného nad výškou pravoúhlého trojúhelníku je roven obsahu obdélníku sestrojeného z obou úseků přepony.
{\displaystyle v_{c}^{2}=c_{a}\cdot c_{b}}

### Důkaz s využitím podobnosti trojúhelníků
Označíme-li P patu kolmice z bodu C na přeponu AB (viz označení na obrázku), z podobnosti trojúhelníků APC a CPB plyne:
{\displaystyle {\frac {v_{c}}{c_{a}}}={\frac {c_{b}}{v_{c}}}}
Obě strany rovnice vynásobíme číslem {\displaystyle v_{c}\cdot c_{a}} a dostaneme Eukleidovu větu:
{\displaystyle v_{c}^{2}=c_{a}\cdot c_{b}}

### Důkaz z Pythagorovy věty
Z Pythagorovy věty plyne:
{\displaystyle v_{c}^{2}=b^{2}-c_{b}^{2}}
{\displaystyle v_{c}^{2}=a^{2}-c_{a}^{2}}
Rovnice sečteme:
{\displaystyle 2v_{c}^{2}=a^{2}+b^{2}-c_{a}^{2}-c_{b}^{2}}
Upravíme první 2 členy podle Pythagorovy věty:
{\displaystyle 2v_{c}^{2}=c^{2}-c_{a}^{2}-c_{b}^{2}}
Dosadíme {\displaystyle c=c_{a}+c_{b}}:
{\displaystyle 2v_{c}^{2}=(c_{a}+c_{b})^{2}-c_{a}^{2}-c_{b}^{2}}
Roznásobíme, odečteme a vydělíme dvěma:
{\displaystyle 2v_{c}^{2}=c_{a}^{2}+2c_{a}c_{b}+c_{b}^{2}-c_{a}^{2}-c_{b}^{2}}
{\displaystyle 2v_{c}^{2}=2c_{a}c_{b}}
{\displaystyle v_{c}^{2}=c_{a}c_{b}}

### Důkaz pomocí obsahů

Velký trojúhelník je poskládán dvěma způsoby. Čtverec nad výškou je nahrazen obdélníkem.

V pravoúhlém trojúhelníku ABC sestrojíme růžový čtverec nad výškou v a obdélník se stranami ca a cb. Doplníme obrázek do velkého pravoúhlého trojúhelníku. Velký trojúhelník je poskládán dvojím způsobem. Čtverec nad odvěsnou o obsahu {\displaystyle v^{2}}je ve druhém rozkladu nahrazen obdélníkem o obsahu {\displaystyle c_{a}\cdot c_{b}}. Odtud růžové objekty musí mít stejný obsah.

## Eukleidova věta o odvěsně
Obsah čtverce sestrojeného nad odvěsnou pravoúhlého trojúhelníku je roven obsahu obdélníku sestrojeného z přepony a úseku přepony k této odvěsně přilehlé.
{\displaystyle a^{2}=c\cdot c_{a}}
{\displaystyle b^{2}=c\cdot c_{b}}

### Důkaz s využitím podobnosti trojúhelníků
Z podobnosti trojúhelníků ACB a CPB plyne:
{\displaystyle {\frac {a}{c_{a}}}={\frac {c}{a}}}
Obě strany rovnice vynásobíme {\displaystyle a\cdot c_{a}} a dostaneme Eukleidovu větu:
{\displaystyle a^{2}=c\cdot c_{a}}
Pro důkaz Euklidovy věty pro druhou odvěsnu bychom jen zaměnili body A a B, odvěsny a a b a části přepony ca a cb.

### Důkaz z Pythagorovy věty
Vycházíme z toho, že platí Euklidova věta o výšce (důkaz viz výše). Z Pythagorovy věty plyne:
{\displaystyle a^{2}=v_{c}^{2}+c_{a}^{2}}
{\displaystyle a^{2}=c_{a}c_{b}+c_{a}^{2}}
{\displaystyle \ a^{2}=(c_{a}+c_{b})c_{a}}
{\displaystyle \ a^{2}=cc_{a}}

Pro druhou odvěsnu plyne z principu záměny (symetrie) odvěsen.

Důkaz Eukleidovy věty o odvěsně. Obsah velkého trojúhelníku je poskládán dvojím způsoben. Čtverec nad odvěsnou je nahrazen obdélníkem.

Tento důkaz nelze použít, pokud máme zároveň z Eukleidovy věty dokazovat Pythagorovu větu, protože se jednalo o důkaz kruhem. V takovém případě je nutné použít jiný důkaz Eukleidovy věty.

### Důkaz pomocí obsahů
Pro zelený pravoúhlý trojúhelník ABC sestrojíme růžový čtverec nad odvěsnou b = AC a obdélník se stranami c a cb. Doplníme obrázek šedými pomocnými trojúhelníky. Obsah velkého trojúhelníku je poskládán dvojím způsobem. Čtverec nad odvěsnou o obsahu {\displaystyle b^{2}}je nahrazen obdélníkem o obsahu {\displaystyle c\cdot c_{b}}.

## Délka výšky
Na základě znalosti Eukleidových vět a daných délek stran a a b lze vypočítat délku výšky:
{\displaystyle v^{2}={\frac {a^{2}\cdot b^{2}}{c^{2}}}={\frac {a^{2}\cdot b^{2}}{a^{2}+b^{2}}}}
{\displaystyle v={\sqrt {\frac {a^{2}\cdot b^{2}}{a^{2}+b^{2}}}}={\frac {a\cdot b}{\sqrt {a^{2}+b^{2}}}}}

## Příklad
Mějme pravoúhlý trojúhelník se stranami {\displaystyle a=5,\,c=8} (v libovolných, ale shodných jednotkách). Vypočítejte výšku {\displaystyle v_{c}\,\!}.
Platí:
{\displaystyle v_{c}^{2}=c_{a}\cdot c_{b}}
{\displaystyle a^{2}=c\cdot c_{a}\,\!}
Po dosazení do druhého vzorce:
{\displaystyle 25=8\cdot c_{a}\,\!}
{\displaystyle c_{a}=25:8\,\!}
{\displaystyle c_{a}=3{,}125\,\!}
Dopočet {\displaystyle c_{b}\,\!}:
{\displaystyle c_{b}=c-c_{a}\,\!}
{\displaystyle c_{b}=4{,}875\,\!}
Po dosazení do prvního vzorce:
{\displaystyle v_{c}^{2}=c_{a}\cdot c_{b}}
{\displaystyle v_{c}^{2}=3{,}125\cdot 4{,}875}
{\displaystyle v_{c}^{2}\doteq 15{,}23}
{\displaystyle v_{c}\doteq 3{,}9\,\!}
Výška tohoto trojúhelníku je přibližně 3,9.